# Ernst Jandl

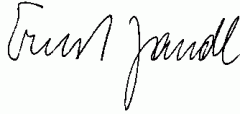
La sua firma

Ernst Jandl (Vienna, 1º agosto 1925 – Vienna, 9 giugno 2000) è stato un poeta, scrittore e traduttore austriaco.

## Biografia

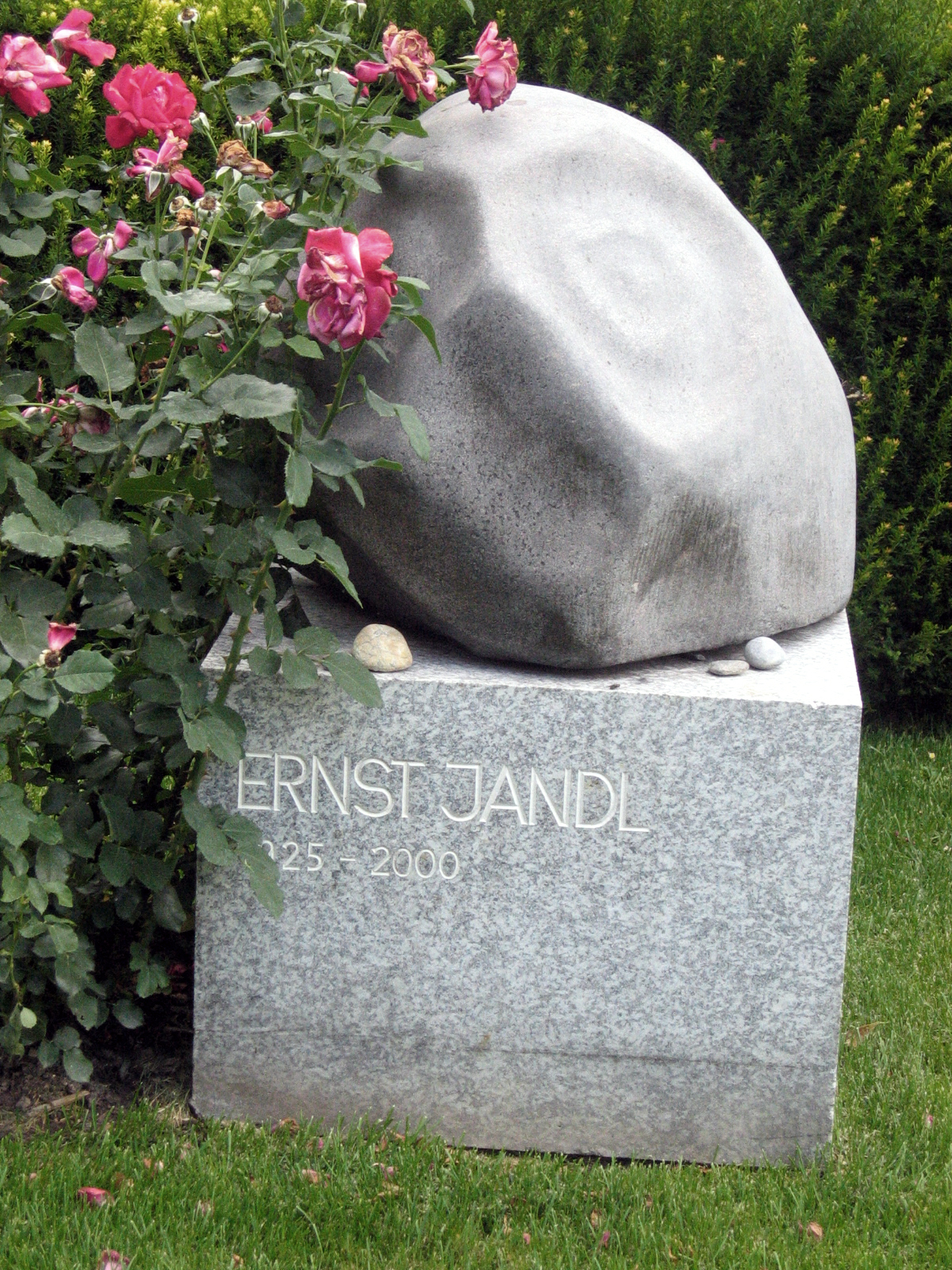
Lapide funeraria allo Zentralfriedhof di Vienna

Artisticamente notevole fu la sua peculiare capacità di usare la lingua in modo umoristico e creativo.
Ernst Jandl finì in un campo di prigionia inglese dopo la seconda guerra mondiale. Dopo essere stato liberato studiò a Vienna Germanistica e Anglistica. Nel 1949 superò l'esame per l'insegnamento e fino al 1979 fu professore di ginnasio.
Sotto l'influsso della "Konkrete Poesie" e del dadaismo Jandl si avviò alla poesia sperimentale. Nel 1952 comparve la prima pubblicazione di Jandl nella rivista Neue Wege.
Dal 1954 Jandl strinse con Friederike Mayröcker una forte amicizia, che si trasformò in un sodalizio artistico e di vita. Nel 1973 fu cofondatore dell'Assemblea di autori di Graz (Grazer Autorenversammlung), dal 1975 suo vicepresidente e dal 1983 al 1987 suo presidente. Con la sua concezione della lingua Jandl divenne un importante rappresentante della poesia sperimentale di lingua tedesca.
La sua arte non si mostrò solo nella composizione di poesie, ma anche nella loro recitazione. Il suo pubblico può ascoltare tuttora in originale molti dei "giochi linguistici" (Sprachspiele), interpretati da lui stesso e spesso accompagnati da musica jazz, di cui Jandl era un entusiasta ammiratore. Questi si riallacciano, pur in modo diverso, ai programmi di mistione tra jazz e lirica.
Attraverso la loro ironia, le poesie di Jandl mordono la realtà contemporanea, nei suoi risvolti più drammatici come nei suoi aspetti più quotidiani. Si impegnò anche nella poesia per bambini, convinto che giocare con la lingua possa incrementare l'interesse letterario nei bambini. Autori inglesi da lui tradotti sono stati John Cage e Wystan Hugh Auden.